# معركة موروياما
أو معركة جبل مورو (باليابانية: 室山の戦い، بالروماجي: Muroyama no tatakai) إحدى معارك حرب غينبيه بين قبيلة ميناموتو وقبيلة تايرا، حدثت في نوفمبر 1183 في مقاطعة هاريما [الإنجليزية] إنتصرت فيها قبيلة تايرا.

## المعركة
محاولةً منه تعويض الخسارة في معركة ميزوشيما تحرك ميناموتو نو يوكييه في جيش للهجوم على أحد معسكرات تايرا في موروياما، لكن قوات تايرا قامت بتقسيم جيشها إلى 5 أقسام كل منها يحارب قوات ميناموتو بالتوالي حتى تمت محاصرة جيش يوكييه وأجبر على الإنسحاب والفرار بهزيمة كبيرة.